# Parkia platycephala

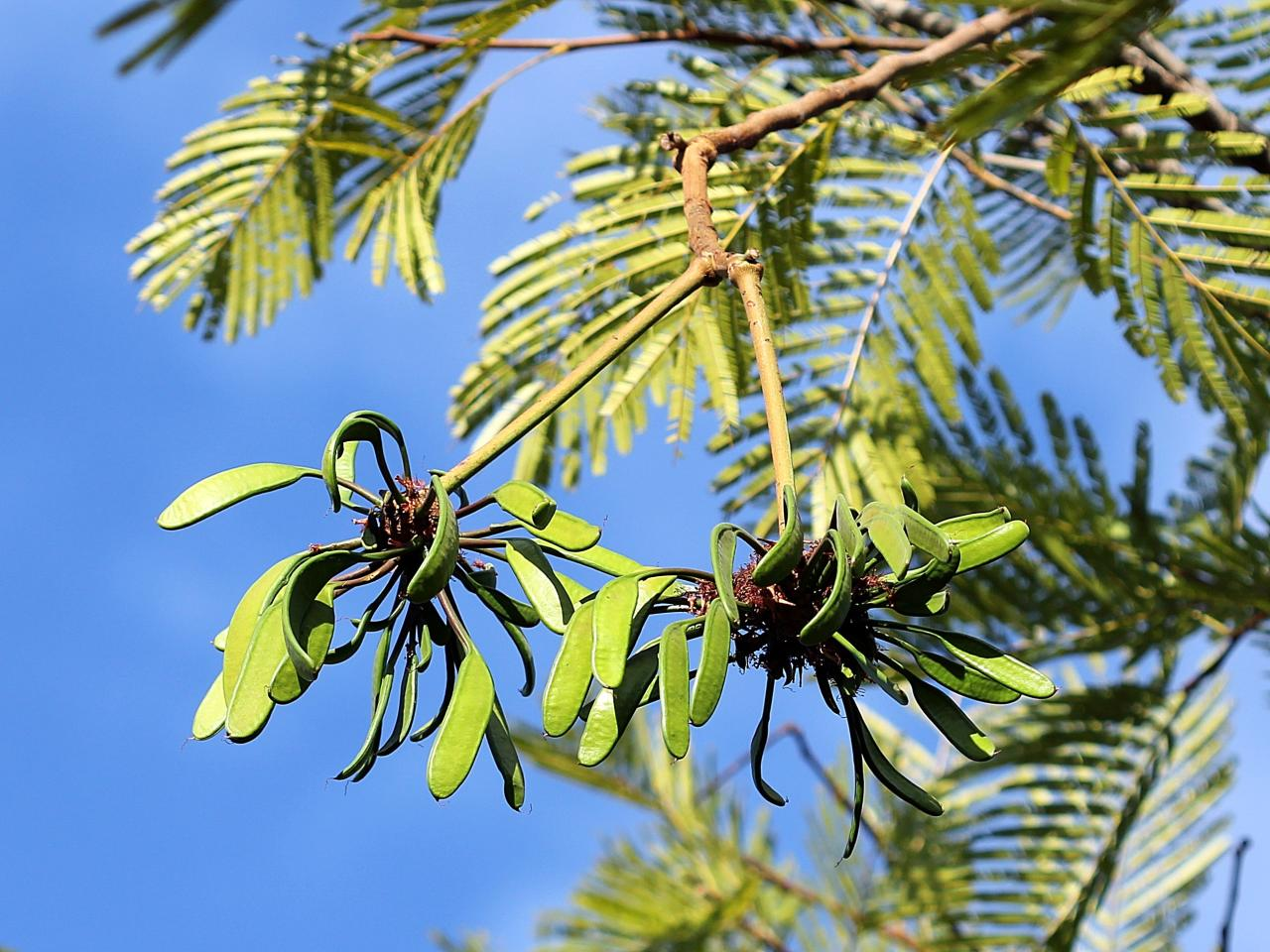
Vagens de Parkia platycephala

Parkia platycephala, também conhecida popularmente como, visgueiro, fava-de-bolota, faveira, andirá e badoqueiro, é uma árvore endêmica do Brasil e ocorre nos biomas, Caatinga e Cerrado e é a árvore Símbolo da Natureza do Estado do Tocantins.

## Descrição Botânica[2][3]

### Forma biológica e foliação
Parkia platycephala é uma espécie arbórea, de padrão foliar decíduo. 
As árvores maiores atingem dimensões próximas a 18 m de altura e 60 cm ou excepcionalmente 30 m de altura e 100 cm de DAP (diâmetro à altura do peito, medido a 1,30 m do solo), na idade adulta. Contudo, geralmente essa espécie é representada  por árvores baixas, com 5 m a 9 m de altura e  20 cm a 50 cm de DAP. 

### Tronco
É cilíndrico e irregular, às vezes, ramificado logo acima do solo, em outros casos, com fuste de até 10 m de comprimento.

### Ramificação
É dicotômica, formando uma copa reduzida e irregular.

### Casca
Mede até 10 mm de espessura. A casca externa (ritidoma) é esbranquiçada, lisa a rugosa, e descamante.

### Folhas
São bipinadas (com 6 a 14 jugos e com 30 a 100 jugos de folíolos finos).

### Inflorescências
Ocorrem em capítulos esféricos purpúreos, pendendo de longos pedúnculos. Contudo, o pedúnculo é menor que em Parkia pendula.

### Flores
São de coloração purpúrea, em capítulos suspensos por pedúnculos filiformes.

### Frutos
São vagens com pericarpo grosso, medindo de 8 cm a 15 cm de comprimento por 2 cm a 3 cm de largura, contendo de 20 a 26 sementes. A cor das vagens varia entre marrom-claro e preto.

### Sementes
Ficam no interior de um pericarpo grosso, de formato ovoide, tendendo a ovalada, de superfície lisa lustrosa e marrom. Medem 8,43 mm ± 1,06 mm de comprimento; 5,67 mm ± 0,69 mm de largura, e 3,48 mm ± 0,48 mm de espessura.